# Index Copernicus
Index Copernicus (IC) — онлайнова наукометрична база даних з внесеної користувачем інформації, зокрема, наукових установ, друкованих видань і проєктів, створена в 1999 році в Польщі. База даних має кілька інструментів оцінки продуктивності, які дозволяють відстежувати вплив наукових робіт і публікацій, окремих вчених або науково-дослідних установ. На додаток до продуктивності індекс Копернікус також пропонує традиційне реферування та індексуванняш наукових публікацій. База даних перебуває у веденні Index Copernicus International. Її названо на честь Миколи Коперника.

## Історія
Базу створено 1999 року.
Станом на 2013 рік база даних Index Copernicus містила близько 5000 наукових журналів з усього світу, зокрема, понад 1200 польських. Українських журналів було 89.
Станом на кінець 2015 р. у базі було понад 13 000 наукових журналів
Система була популярною на українському наукометричному просторі.
Станом на 2017 р. основний список Index Copernicus містив понад 30 000 журналів, зокрема 3000 — з Польщі[джерело?].

## Критика
Джеффрі Білл критикував систему ранжування журналів Копернікус за велику частку «хижацьких» (сміттєвих) журналів у базі та сумнівну методологію їх оцінки. За його словами, індекс Копернікус (англ. Index Copernicus Value, ICV) є нічого не вартим числом.